# Gunnar Samuel Bolander
John Gunnar Samuel Bolander, född 17 december 1889 i Nässjö, död 9 januari 1973 i Stockholm. Bolander var överstelöjtnant i Frälsningsarmén, han arbetade bland annat på Stridsropets redaktion, var redaktör för tidskrifterna Salvationisten och "Frälsningsofficeren" samt sekreterare för FA:s korrespendensskola. Bolander var även psalmförfattare.
Bolander gifte sig 22 januari 1920 med Berta Österberg (1891–1987), de fick tillsammans två barn. Makarna är begravda på Lidingö kyrkogård.

## Sånger
- Fast såsom klippan är Guds löftesord
- Som daggen kommer ur morgonrodnans famn